# Knightmare (MSX)
Knightmare, in Japan Majou Densetsu (魔城伝説), is een computerspel uit 1986 dat werd ontwikkeld en uitgegeven door de Japanse computerspellenfabrikant Konami. Het genre van het computerspel is upward-scrolling shoot 'em up. Het spel kwam in eerste instantie uit voor MSX 1 computer, maar werd veel later ook geschikt gemaakt voor onder meer de i-mode telefoons, DOS en PlayStation. De speler speelt een ridder genaamd Popolon en moet Aphrodite, de godin van de liefde, schoonheid, seksualiteit en de vruchtbaarheid, bevrijden. Na elk level volgt een eindbaas. De vogelperspectief graphics waren hoogstaand voor de tijd van het spel.

## Platform
| jaar | platform                    |
| ---- | --------------------------- |
| 1986 | MSX                         |
| 2003 | Mobiele telefoon (iMode)    |
| 2009 | Virtual Console (Wii)       |
| 2014 | Virtual Console (Wii U), PC |

Het spel maakt onderdeel uit van:
- Konami Antiques: MSX Collection Vol. 2 dat in 1998 uitkwam voor de PlayStation en de PlayStation Network.
- Konami Antiques MSX Collection Ultra Pack dat werd uitgegeven voor de Sega Saturn.

## Nieuwe versie
In 2015 kwam het Spaanse Demon Videogames, een onafhankelijke spelontwikkelaar, met een nieuwe versie van Knightmare voor Windows. Ter ere van de dertigduizendste download is er van het spel een Gold edition uitgegeven, dat op 30 juli 2015 gratis beschikbaar kwam.